# Al-Kutajfa (dystrykt)
Al-Kutajfa (arab. منطقة القطيفة
) – jedna z 10 jednostek administracyjnych drugiego rzędu (dystrykt) muhafazy Damaszek w Syrii. Jest położona w południowej części kraju. Graniczy od wschodu i od południa z dystryktem Duma, od zachodu z dystryktem At-Tall, a od północy z dystryktami Jabrud i An-Nabk.
W 2004 roku dystrykt zamieszkiwało 119 283 osób.